# 莊辛
莊辛（?—?），战国时期楚国人，楚庄王的后裔，为莊氏。
莊辛劝谏楚顷襄王说他宠信州侯、夏侯、鄢陵君、寿陵君，淫逸侈靡，不顾国政，郢都必危。楚顷襄王不以为然，庄辛请避居赵国。庄辛到赵国五个月后，秦国攻下楚国鄢、郢，楚顷襄王逃到城阳。请庄辛回国。庄辛到城阳对楚顷襄王说亡羊补牢，未为迟也。以蜻蛉、黄雀、黄鹄、蔡灵侯说到楚王，层层举例分析。楚顷襄王于是执珪授他为阳陵君，在他的帮助下夺得淮北之地。《庄辛谓楚襄王》作为《战国策》的名篇，被选入《古文观止》。